# Ręczno (gemeente)
De gemeente Ręczno is een landgemeente in het Poolse woiwodschap Łódź, in powiat Piotrkowski.
De zetel van de gemeente is in Ręczno.
Op 30 juni 2004 telde de gemeente 3685 inwoners.

## Oppervlakte gegevens
In 2002 bedroeg de totale oppervlakte van gemeente Ręczno 89,21 km², waarvan:
- agrarisch gebied: 56%
- bossen: 38%

De gemeente beslaat 6,24% van de totale oppervlakte van de powiat.

## Demografie
Stand op 30 juni 2004:
| Omschrijving                   | Totaal | Totaal | Vrouwen | Vrouwen | Mannen | Mannen |
| ------------------------------ | ------ | ------ | ------- | ------- | ------ | ------ |
| eenheid                        | aantal | %      | aantal  | %       | aantal | %      |
| inwoners                       | 3685   | 100    | 1826    | 49,6    | 1859   | 50,4   |
| bevolkingsdichtheid (inw./km²) | 41,3   | 41,3   | 20,5    | 20,5    | 20,8   | 20,8   |

In 2002 bedroeg het gemiddelde inkomen per inwoner 1424,98 zł.

## Administratieve plaatsen (sołectwo)
Bąkowa Góra, Będzyn, Dęba, Łęg Ręczyński, Łęki Królewskie, Majkowice, Nowinki, Paskrzyn, Ręczno, Ręczno-Kolonia, Stobnica, Stobnica-Piła, Wielkopole, Zbyłowice.

## Aangrenzende gemeenten
Aleksandrów, Łęki Szlacheckie, Masłowice, Przedbórz, Rozprza, Sulejów